# Bergenia ciliata
Bergenia ciliata es una especie de planta fanerógama perteneciente al género Bergenia.

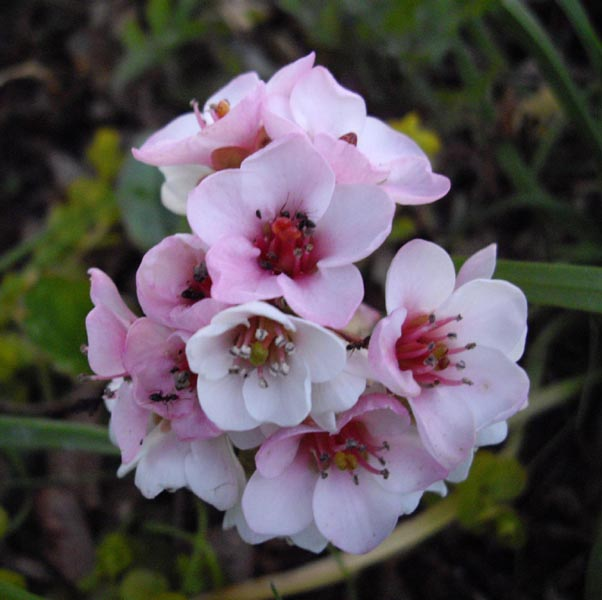
Detalle de las flores

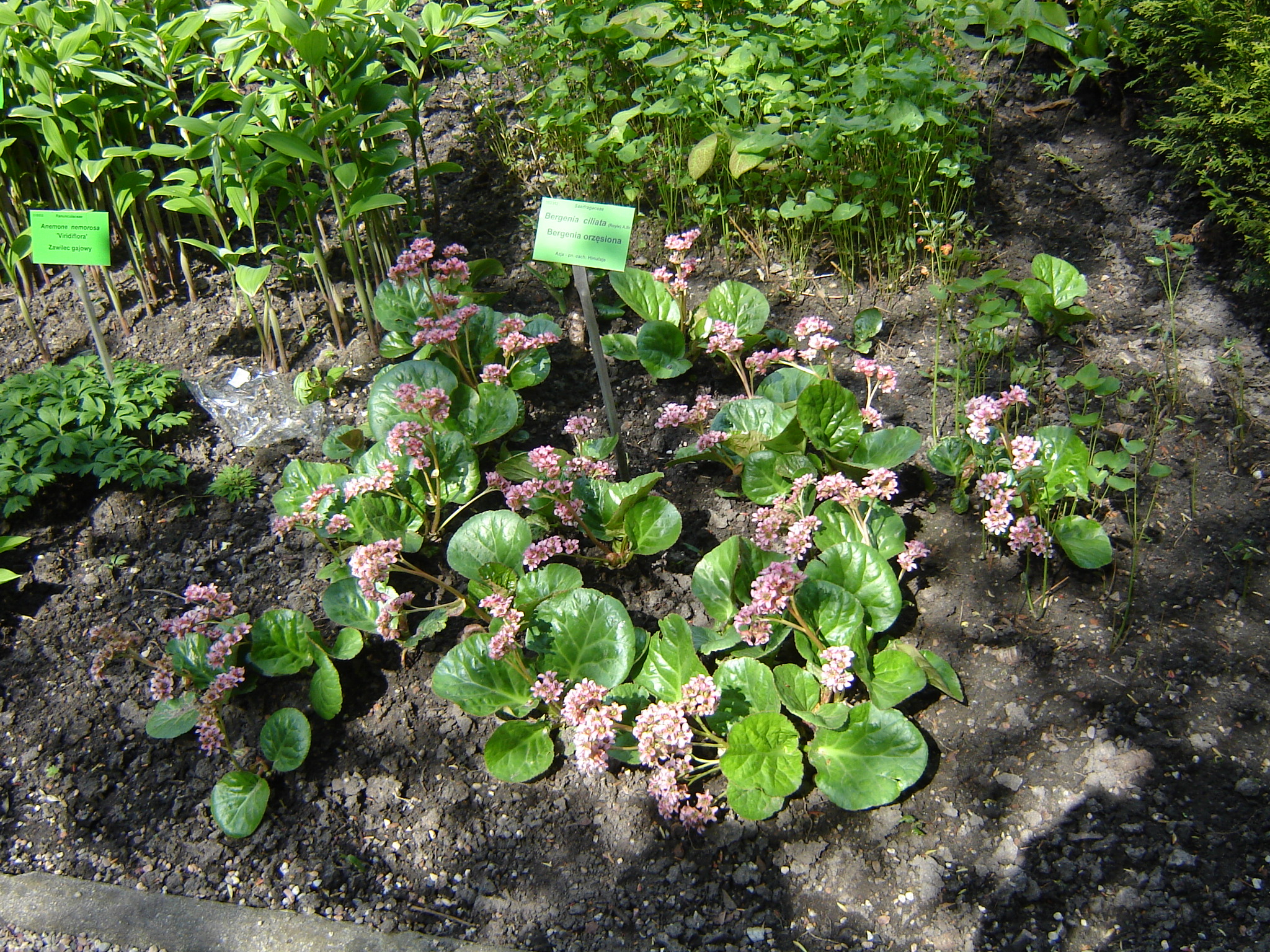
Vista de la planta

## Descripción
Es una hierba, que alcanza un tamaño de hasta 35 cm de altura. Con pocas hojas, difusión, de 4-11 x 3-10 cm, glabras o hirsutas, suborbiculares, orbiculares o ampliamente obovadas, con la base cordada o, a veces redondeada, ápice redondeado o, a veces abruptamente acuminado; margen entero a denticulado, vez en cuando, en la parte superior, ciliadas. Pecíolo de 1-2 (-5) cm de largo, glabro o hirsuto. La inflorescencia es un racimo corimboso, a menudo subtendido por una bráctea frondosa ovada; bráctea ciliada o escasamente glabra; escapo e inflorescencia de color verdoso o teñido rosado. Pedúnculo hasta 10 cm de largo; flores de color rosa a rojo, pediceladas. Sépalos de 7 mm de largo, oblongo. Pétalos de 10 x 4 mm, unguiculados. El fruto es una cápsula de 13 x 6 mm, incluyendo estilos. Semillas alargadas, de 1 mm de largo, de color marrón, minuciosamente tubérculos.

## Propiedades
Bergenia ciliata contiene los principios activos: bergenina, catequina, ácido gálico, galicina, catequina-7-O-glucósido y β-sitosterol.

## Taxonomía
Bergenia ciliata fue descrita por Haw.) Sternb. y publicado en Gartenflora 307. 1886.
Sinonimia
- Bergenia ciliata (Royle) A.Br. ex Engl.
- Bergenia ligulata var. cliata (Royle) Engl.
- Bergenia thysanodes (Lindl.) C.K.Schneid.
- Saxifraga ciliata Royle
- Saxifraga thysanodes Lindl.[4]